# Afonso Fioreze
Dom Afonso Fioreze (Rio Branco do Sul, 1 de junho de 1942 - São Paulo, 6 de fevereiro de 2021) foi um padre passionista e bispo emérito católico da diocese de Luziânia.

## Biografia
Nasceu em Rio Branco do Sul no dia 1 de junho de 1942, filho do casal Luiz Segundo Fioreze e Ursulina Motin. Ingressou jovem na Congregação da Paixão de Jesus Cristo (Passionistas), fazendo a profissão religiosa em 3 de fevereiro de 1964. Poucos anos depois, em 26 de julho de 1970, recebeu a ordenação sacerdotal em Rio Branco do Sul, depois de cursar Filosofia na PUC-PR e Teologia no Instituto de Teologia de Curitiba.

### Ministerio sacerdotal
Antes de seu episcopado, exerceu diversas funções:
- Vigário paroquial e dirigente da Pastoral da Juventude na paróquia Nossa Senhora do Rosário, em Colombo (1970 a 1971);
- Vigário paroquial da paróquia Nossa Senhora do Rosário, em Pinto Bandeira, Bento Gonçalves (RS);
- Dirigente de Liturgia e da Pastoral da Juventude; formador do Seminário Nicolini e diretor da Escola Cenecista (1972-1977);
- Vigário paroquial; dirigente da Pastoral dos Adolescentes, do Curso de Noivos, MFC e equipe de Finanças da paróquia São Paulo da Cruz, na cidade de Pinheiros-SP (1977-1993);

Na Congregação dos Passionistas foi superior da casa por seis anos; ecônomo provincial por nove anos; superior provincial por sete anos; Superior local da Congregação (Passionista) e vigário paroquial (1993-1997).
Em 1993 foi transferido para Porto de Caxias, Itaboraí-RJ, Arquidiocese de Niterói, onde permaneceu como pároco da paróquia Nossa Senhora da Conceição e Reitor do Santuário de Jesus Crucificado.

### Episcopado
Em 5 de novembro de 2003, com 33 anos de presbítero, foi nomeado para o episcopado, do qual recebeu a ordenação em 15 de fevereiro de 2004, na cidade de Curitiba, sob o lema por ele escolhido: “Passio Christi Urget” (A Paixão de Cristo nos impulsiona).
No dia 6 de março de 2004 tomou posse como Bispo Coadjutor na Diocese de Luziânia-GO. Exerceu a função de Vigário Geral da Diocese de Luziânia e de Coordenador da Pastoral no nível diocesano.
E em 15 de setembro de 2004, foi indicado pelo Papa João Paulo II como segundo bispo diocesano em substituição a dom Agostinho por este ter renunciado ao governo da Diocese de Luziânia.
Dom Afonso cumpriu sua missão de bispo diocesano até a aceitação de sua renúncia pelo Papa Francisco, aos 12 de julho de 2017. No dia 22 de julho daquele ano, antes de voltar à residência dos padres passionistas, em São Paulo (SP), foi celebrada na catedral Nossa Senhora da Evangelização a santa missa em ação de graças por seus 13 anos de pastoreio à frente da diocese.

### Morte
Afonso morreu em 6 de fevereiro de 2021 em São Paulo, aos 78 anos de idade, devido a um câncer.